# Tajuria minima
Tajuria minima är en fjärilsart som beskrevs av Ribbe 1926. Tajuria minima ingår i släktet Tajuria och familjen juvelvingar. Inga underarter finns listade i Catalogue of Life.